# Symphonie no 2 de Pijper
Pour les articles homonymes, voir Symphonie nº 2.
La Symphonie no 2 (K. 53) de Willem Pijper a été composée durant l'été 1921.

## Histoire de l'œuvre
La symphonie est créée à Amsterdam sous la direction du compositeur le 2 novembre 1922.

## Orchestration
Cette symphonie nécessite de nombreux instruments : outre les cordes, quatre harpes, trois pianos, six mandolines, bois et cuivres (8 cors), orgue ainsi qu'une grande plaque d'acier accordée.

## Mouvements
1. Allegro maestoso
2. Lento, molto rubato - Più leggiero - Più mosso, maestoso

## Discographie
- L'Orchestre royal du Concertgebouw dirigé par Bernard Haitink.
- L'Orchestre royal du Concertgebouw dirigé par Rafael Kubelik.
- L'orchestre philharmonique de Rotterdam dirigé par Roelof van Driesten (nl).